# Vallan
Vallan est une commune française située dans le département de l'Yonne en région Bourgogne-Franche-Comté.

## Géographie
Vallan fait partie de l'agglomération d'Auxerre et est de ce fait membre de la Communauté d'agglomération de l'Auxerrois. Elle est située à moins de 7 km au sud d'Auxerre dans la vallée du ru de Vallan, sur la route d'Auxerre à Nevers.

### Climat
Pour des articles plus généraux, voir Climat de la Bourgogne-Franche-Comté et Climat de l'Yonne.
En 2010, le climat de la commune est de type climat océanique dégradé des plaines du Centre et du Nord, selon une étude du Centre national de la recherche scientifique s'appuyant sur une série de données couvrant la période 1971-2000. En 2020, Météo-France publie une typologie des climats de la France métropolitaine dans laquelle la commune est exposée à un climat océanique altéré et est dans la région climatique  Lorraine, plateau de Langres, Morvan, caractérisée par un hiver rude (1,5 °C), des vents modérés et des brouillards fréquents en automne et hiver. 
Pour la période 1971-2000, la température annuelle moyenne est de 10,8 °C, avec une amplitude thermique annuelle de 15,4 °C. Le cumul annuel moyen de précipitations est de 784 mm, avec 12 jours de précipitations en janvier et 7,8 jours en juillet. Pour la période 1991-2020, la température moyenne annuelle observée sur la station météorologique de Météo-France la plus proche, « Molesmes_sapc », sur la commune de Les Hauts de Forterre à 18 km à vol d'oiseau, est de 11,1 °C et le cumul annuel moyen de précipitations est de 850,3 mm. 
La température maximale relevée sur cette station est de 40,6 °C, atteinte le 25 juillet 2019 ; la température minimale est de −20 °C, atteinte le 9 janvier 1985,,. 
Les paramètres climatiques de la commune ont été estimés pour le milieu du siècle (2041-2070) selon différents scénarios d'émission de gaz à effet de serre à partir des nouvelles projections climatiques de référence DRIAS-2020. Ils sont consultables sur un site dédié publié par Météo-France en novembre 2022.

## Urbanisme

### Typologie
Au 1er janvier 2024, Vallan est catégorisée commune rurale à habitat dispersé, selon la nouvelle grille communale de densité à sept niveaux définie par l'Insee en 2022.
Elle est située hors unité urbaine. Par ailleurs la commune fait partie de l'aire d'attraction d'Auxerre, dont elle est une commune de la couronne,. Cette aire, qui regroupe 104 communes, est catégorisée dans les aires de 50 000 à moins de 200 000 habitants,.

### Occupation des sols
L'occupation des sols de la commune, telle qu'elle ressort de la base de données européenne d’occupation biophysique des sols Corine Land Cover (CLC), est marquée par l'importance des territoires agricoles (93,5 % en 2018), une proportion sensiblement équivalente à celle de 1990 (93,9 %). La répartition détaillée en 2018 est la suivante : 
terres arables (79,8 %), zones agricoles hétérogènes (13 %), zones urbanisées (3,3 %), forêts (3,2 %), prairies (0,7 %). L'évolution de l’occupation des sols de la commune et de ses infrastructures peut être observée sur les différentes représentations cartographiques du territoire : la carte de Cassini (XVIIIe siècle), la carte d'état-major (1820-1866) et les cartes ou photos aériennes de l'IGN pour la période actuelle (1950 à aujourd'hui).

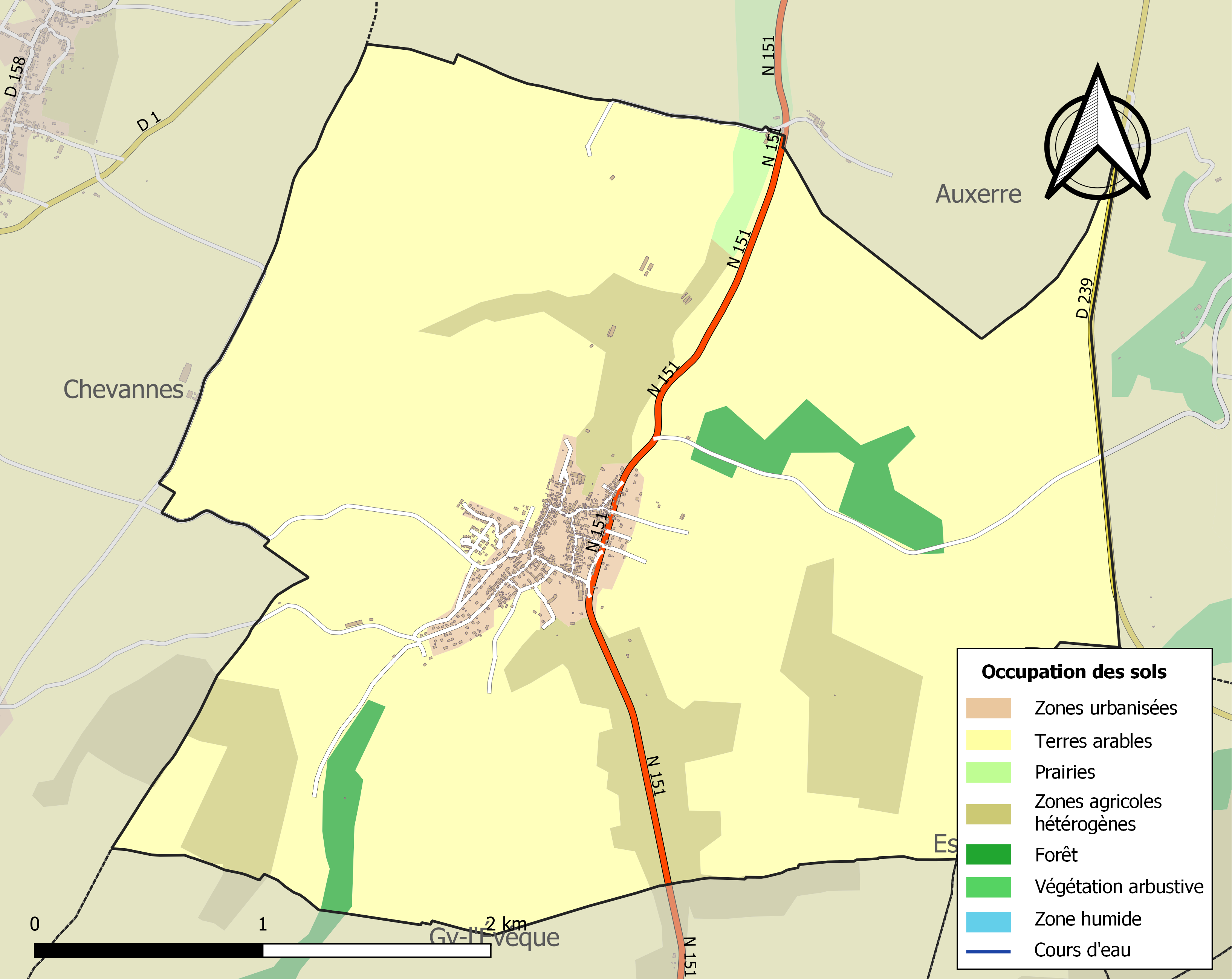
Carte des infrastructures et de l'occupation des sols de la commune en 2018 (CLC).

## Histoire
Citée au IXe siècle sous le nom de "Valens"
Durant tout le Moyen Âge, les abbayes Saint-Julien et Saint-Germain d'Auxerre ainsi que les sires de Noyers et la maréchaussée de la rivière de Beaulche possédaient des terres à Valens.
Vallan fut très convoitée pour ses sources. En effet dès 1495, avec l'accord du seigneur de Vallan (frère Antoine de Bourneil) les eaux de la source de Vallan (la fontaine Naudin) furent concédées à la ville d'Auxerre et devaient alimenter, par des conduites souterraines, cette ville jusqu'en 1882.
Elle dépendit ensuite de Gy-l'Evêque jusqu'à la Révolution puis devint commune en 1790 et paroisse en 1803.
Les nouveaux captages entrepris en 1903 à la source de la Douaie alimentent encore partiellement l'agglomération auxerroise.

### Les Templiers et les Hospitaliers
C'est vers le milieu du XIIIe siècle que nous voyons les Templiers commencer à acquérir des biens à Vallan. On peut citer, entre autres, les lettres du mois de février 1275 de Jean comte de Joigny, qui fit cession d’une maison entourée de fossés, une saussaie et des vignes à Fontenelles, dans le Val-Constan, sur la côte de Vaux, ainsi qu'en terres situées au haut de Tournan, et à Serain.
À la suppression de cet ordre, en 1311, elle passa entre les mains des Hospitaliers de l'ordre de Saint-Jean de Jérusalem.

## Politique et administration
| Période | Période | Identité      | Étiquette | Qualité |
| ------- | ------- | ------------- | --------- | ------- |
|         |         |               |           |         |
|         |         | Bernard Riant |           |         |

## Démographie
L'évolution du nombre d'habitants est connue à travers les recensements de la population effectués dans la commune depuis 1793. Pour les communes de moins de 10 000 habitants, une enquête de recensement portant sur toute la population est réalisée tous les cinq ans, les populations de référence des années intermédiaires étant quant à elles estimées par interpolation ou extrapolation. Pour la commune, le premier recensement exhaustif entrant dans le cadre du nouveau dispositif a été réalisé en 2007.

En 2022, la commune comptait 675 habitants, en évolution de −0,74 % par rapport à 2016 (Yonne : −1,95 %, France hors Mayotte : +2,11 %).
| 1793 | 1800 | 1806 | 1821 | 1831 | 1836 | 1841 | 1846 | 1851 |
| ---- | ---- | ---- | ---- | ---- | ---- | ---- | ---- | ---- |
| 415  | 538  | 521  | 603  | 626  | 623  | 638  | 660  | 690  |

| 1856 | 1861 | 1866 | 1872 | 1876 | 1881 | 1886 | 1891 | 1896 |
| ---- | ---- | ---- | ---- | ---- | ---- | ---- | ---- | ---- |
| 705  | 709  | 719  | 695  | 691  | 676  | 658  | 647  | 613  |

| 1901 | 1906 | 1911 | 1921 | 1926 | 1931 | 1936 | 1946 | 1954 |
| ---- | ---- | ---- | ---- | ---- | ---- | ---- | ---- | ---- |
| 593  | 578  | 550  | 499  | 490  | 517  | 466  | 468  | 485  |

| 1962 | 1968 | 1975 | 1982 | 1990 | 1999 | 2006 | 2007 | 2012 |
| ---- | ---- | ---- | ---- | ---- | ---- | ---- | ---- | ---- |
| 465  | 510  | 535  | 672  | 694  | 727  | 715  | 713  | 687  |

| 2017 | 2022 | - | - | - | - | - | - | - |
| ---- | ---- | - | - | - | - | - | - | - |
| 680  | 675  | - | - | - | - | - | - | - |

## Lieux et monuments
Église Saint-Jean-Baptiste construite et consacrée 1555 : petit portail Renaissance orné d'un Agnus Dei, nef unique, chevet polygonal
Statue de divinité gauloise trouvée à l'occasion des travaux de captage de la Douaie en 1903.
Vestiges de l'établissement templier trouvés au cimetière.
À découvrir le Vallan pittoresque en suivant le sentier qui longe le ru et trouver les nombreuses fontaines de ce village.

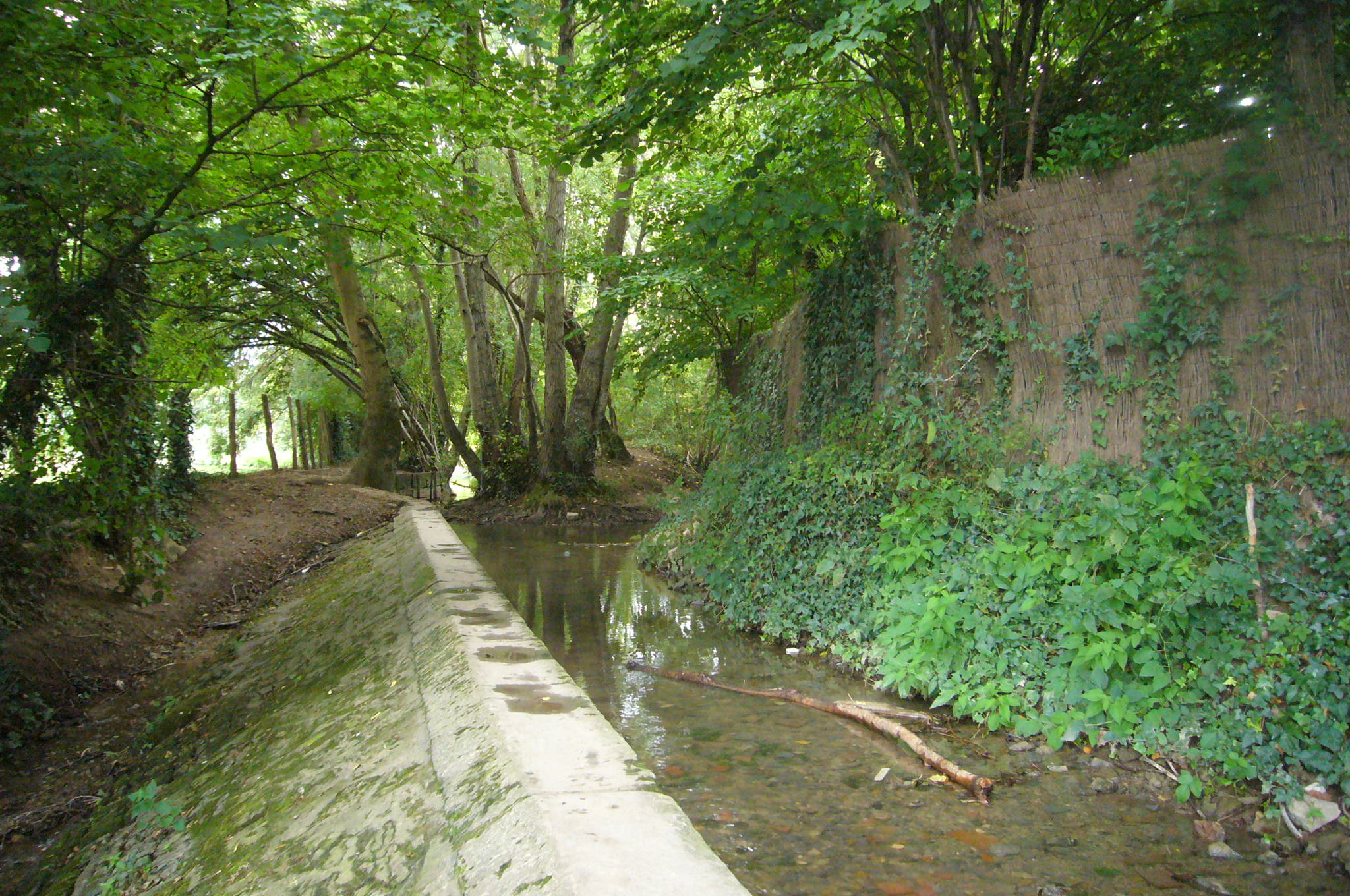
ru de Vallan
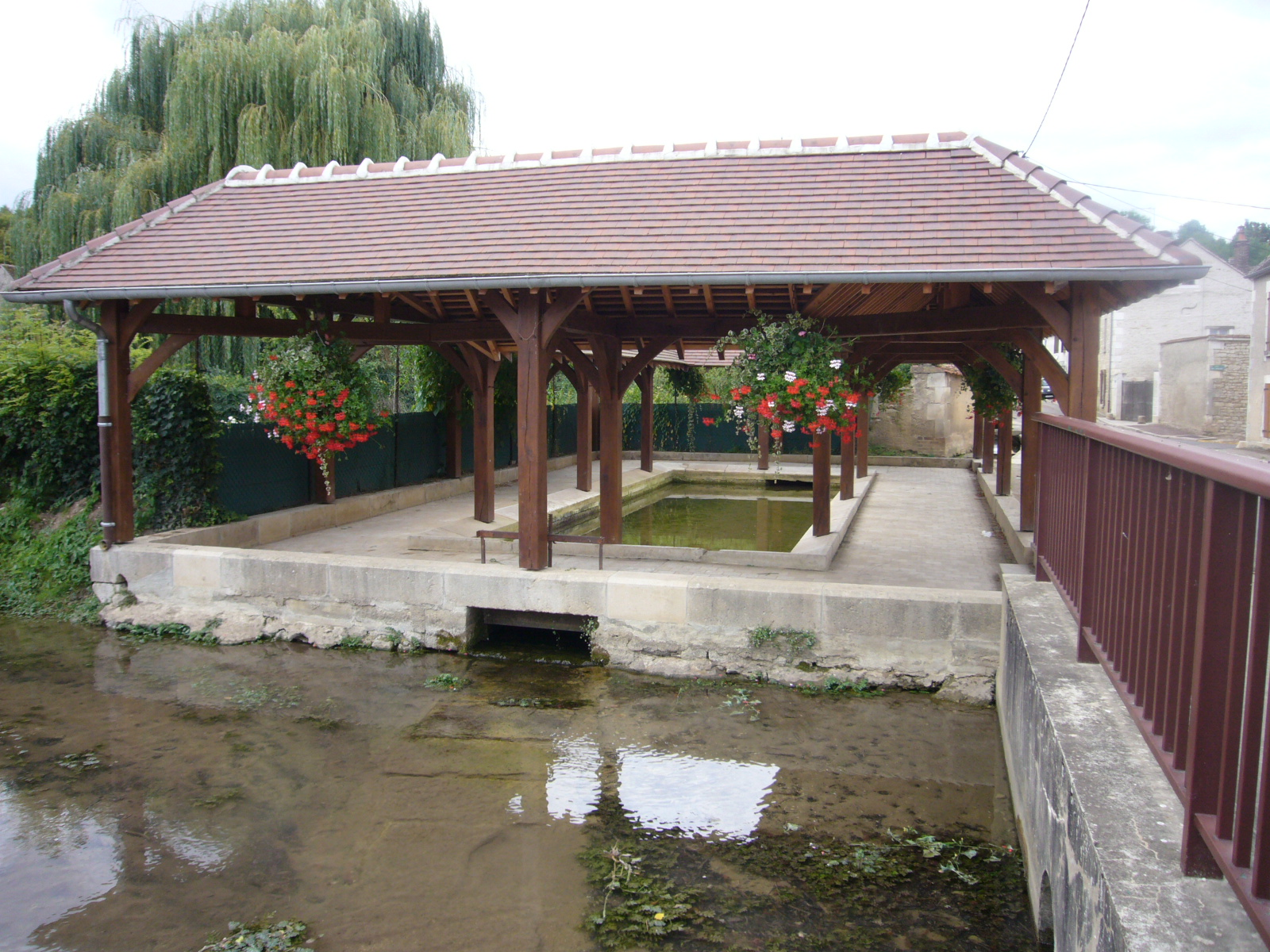
le lavoir
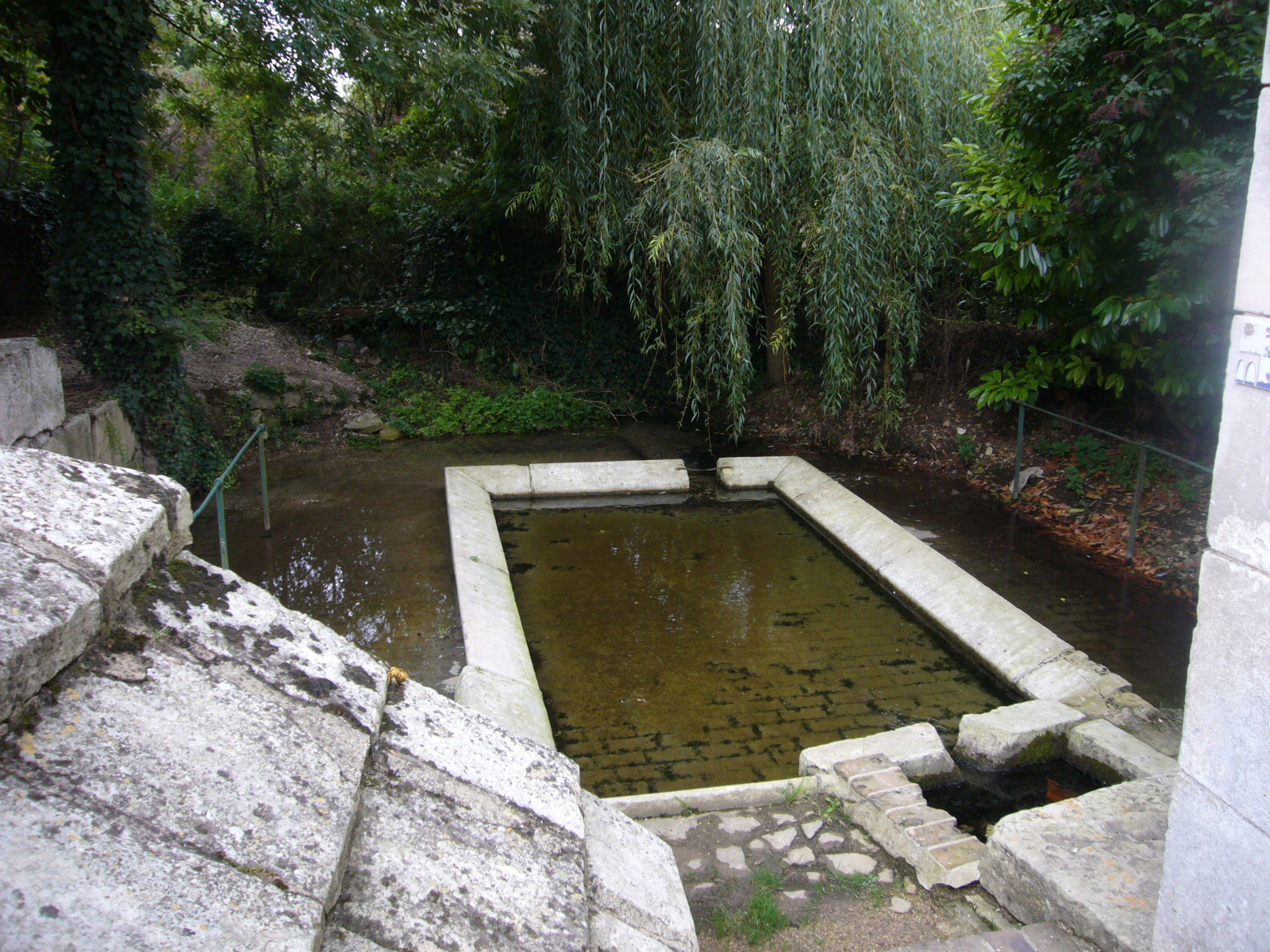
fontaine Naudin
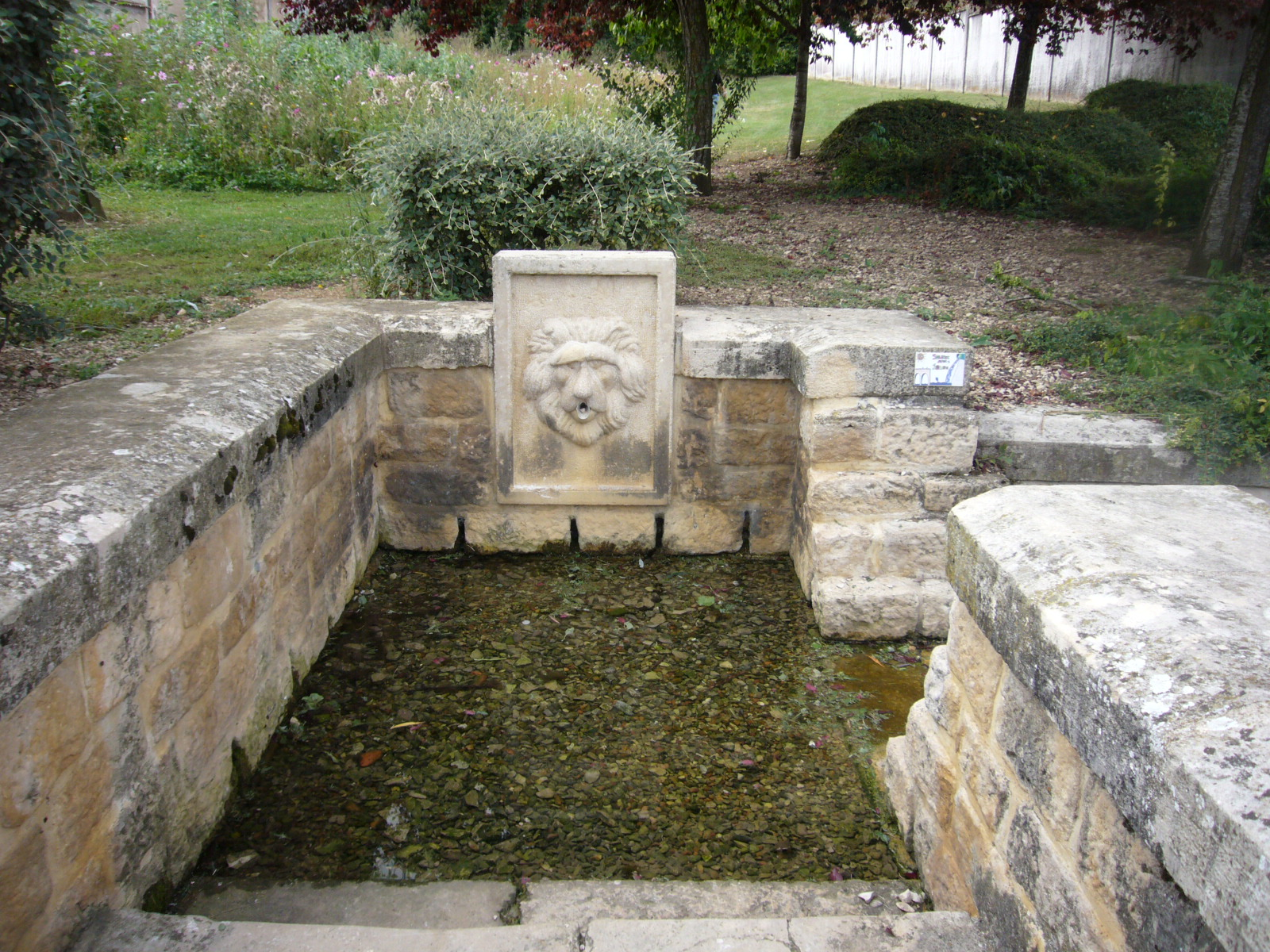
fontaine Saint Jean
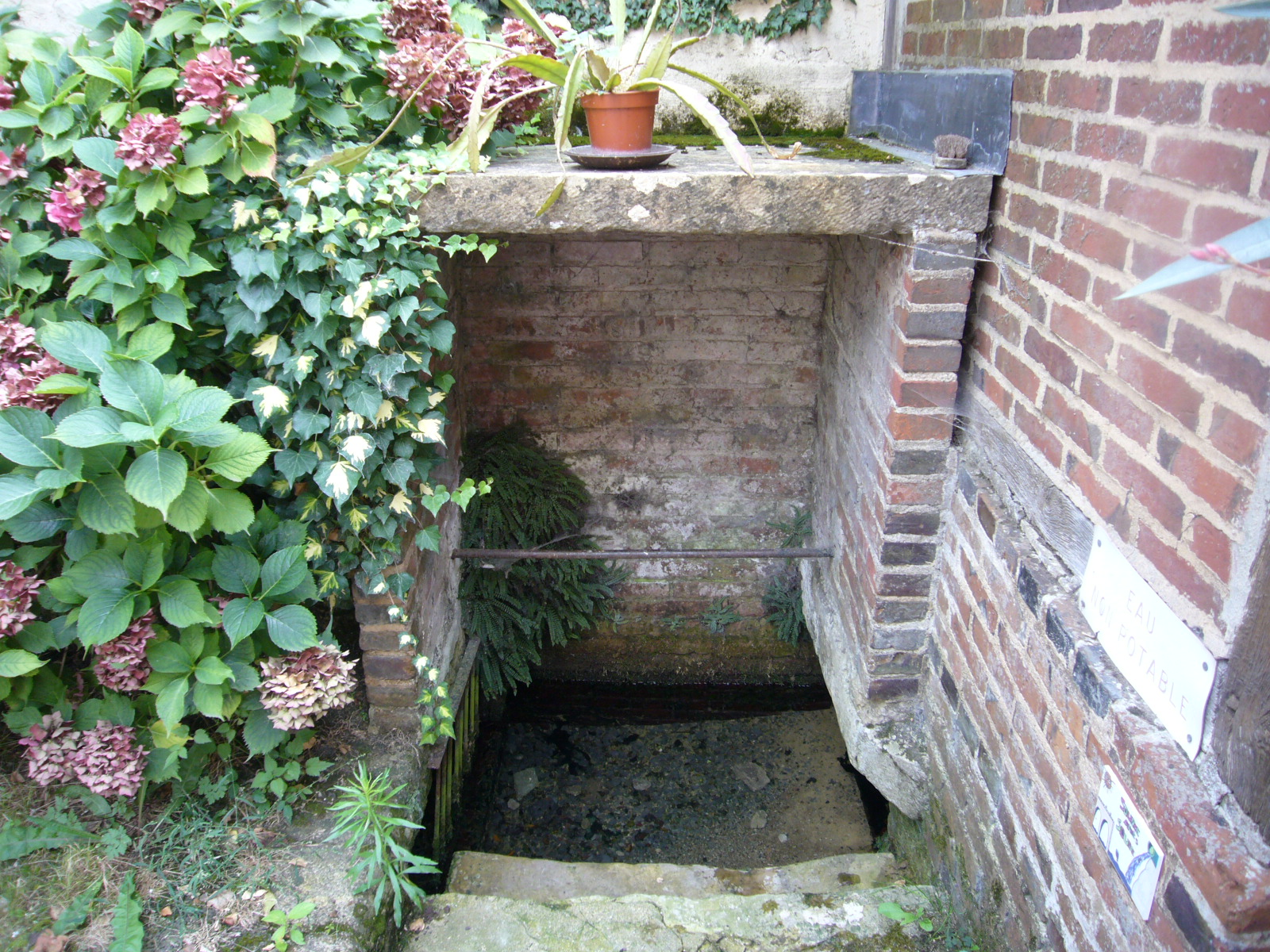
source du ru de Beau
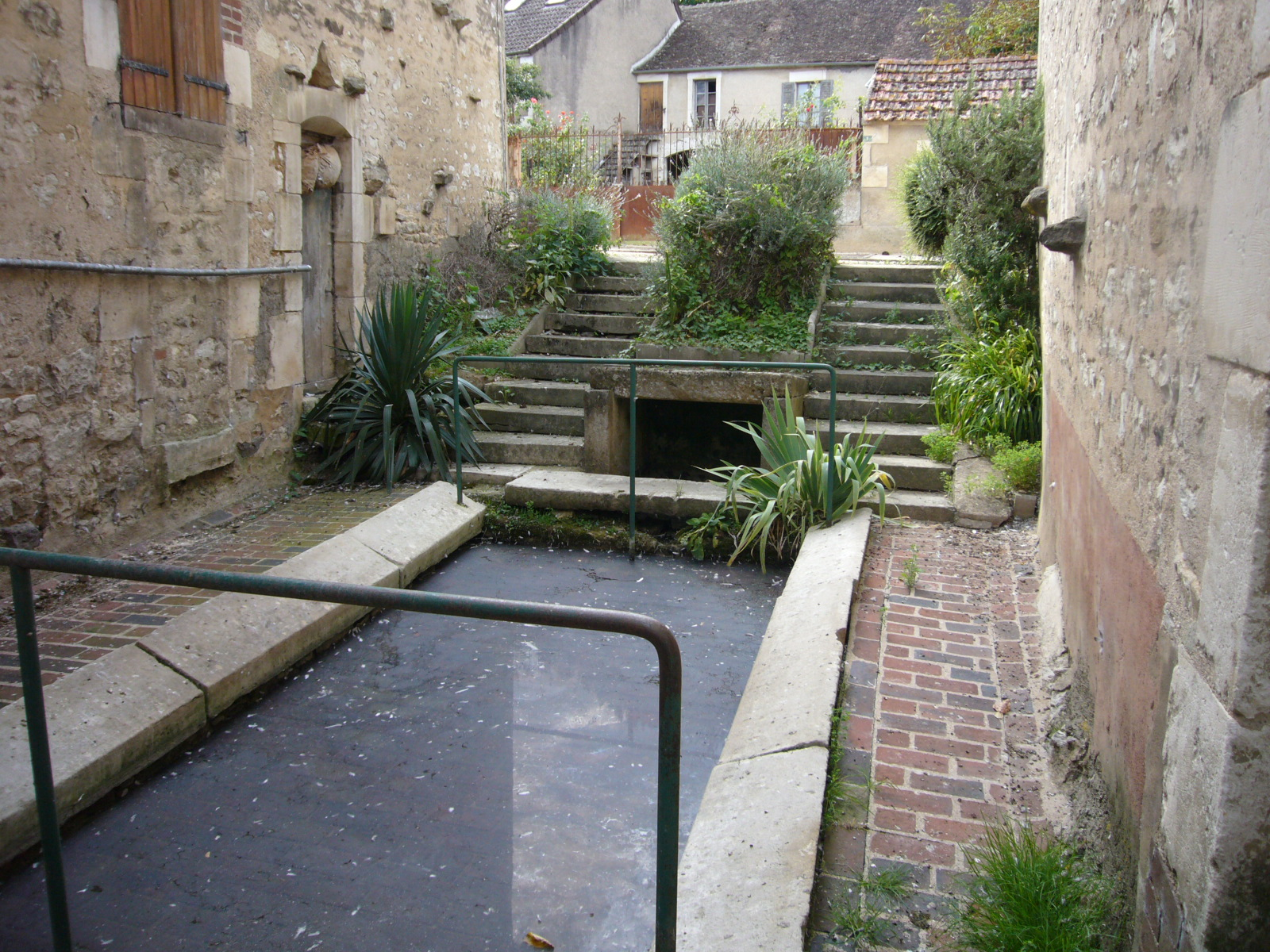
lavoir Simon

## Pour approfondir